# Movila Verde
Movila Verde (antiguamente Cazil-Murat) es una localidad rumana de la comuna de Independența, en el condado de Constanța.

## Toponimia
El nombre antiguo del lugar puede encontrarse escrito con la grafía Cazil-Murat. Pasó a llamarse Movila Verde.

## Historia
Hacia comienzos del siglo XX la localidad, que ya por entonces pertenecía al condado de Constanța, formaba parte de la comuna homónima de Cazil-Murat y tenía contabilizada una población de 775 habitantes, mayoritariamente turcos y búlgaros. Otra fuente hace tártara a su población a finales del siglo XIX.
En la segunda mitad del siglo XX la localidad había pasado a pertenecer a la comuna de Independența. En el censo de 2021 la localidad tenía una población de 599 habitantes.